# مقاطعة جونين
مقاطعة جونين (بالإنجليزية: Junín Province)‏ هي مقاطعة في بيرو، تتبع إقليم جونين، عاصمتها جونين، تبلغ مساحتها 236007 كيلومتر مربع.